# Décret présidentiel (film)
Pour plus de détails, voir Fiche technique et Distribution.
Décret présidentiel (Medida Provisória) est un film dramatique brésilien réalisé par Lázaro Ramos et sorti en 2020.
Adapté de la tragicomédie Namíbia, Não!, pièce de théâtre écrite par Aldri Anunciação (pt), le film raconte une histoire qui se déroule dans un Brésil futuriste où une décret présidentiel impose le retour de tous les Afro-Brésiliens sur le continent africain à titre de réparation sociale. Il met en vedette Alfred Enoch, Taís Araújo et Seu Jorge, avec la participation spéciale d'Adriana Esteves, Mariana Xavier (pt), Cláudio Gabriel (pt) et Renata Sorrah.
Décret présidentiel est présenté en avant-première mondiale au Festival international du film de Moscou le 3 octobre 2020. À la mi-mars 2021, il a été présenté au festival de cinéma South by Southwest, où il avait été présenté l'année précédente, et est sorti en salles le 14 avril 2022. Le film a un grand retentissement lors de sa sortie après avoir rencontré des obstacles de la part des soutiens du président Jair Bolsonaro ainsi que de l'Ancine (pt) pour sa distribution dans les salles de cinéma. Il a reçu des critiques mitigées à positives de la part des critiques spécialisés et a connu un grand succès auprès du public, étant l'une des plus grandes sorties nationales de l'année 2022.

## Synopsis
L'histoire se déroule dans un Brésil futuriste où une mesure de réparation sociale affecte directement la vie d'une famille, composée d'un jeune couple formé par la médecin Capitu (Taís Araújo) et l'avocat Antonio (Alfred Enoch), ainsi que leur cousin, le journaliste expansif André (Seu Jorge), qui vit gratuitement chez eux. Un jour, une mesure de réparation financière pour la période de l'esclavage au Brésil est proposée, et elle est suivie d'une autre mesure. Avec ce changement, le couple se retrouve séparé sans savoir s'il pourra se retrouver.

## Fiche technique
- Titre français : Décret présidentiel[5],[6]
- Titre italien original : Medida Provisória[7]
- Réalisation : Lázaro Ramos
- Scénario : Lusa Silvestre, Lázaro Ramos, Aldri Anunciação (pt), Elísio Lopes Jr.
- Photographie : Adrian Teijido
- Montage : Diana Vasconcellos
- Musique : Plínio Profeta, Rincon Sapiência, Kiko de Souza
- Décors : Tiago Marques Teixeira
- Production : Daniel Filho, Tania Rocha
- Sociétés de production : Lereby Produções (pt), Lata Filmes, Globo Filmes (pt), Melanina Acentuada
- Pays de production :  Brésil
- Langue originale : portugais
- Format : couleur
- Genres : film dramatique
- Durée : 94 minutes
- Date de sortie :
  - Russie : 3 octobre 2020 (Festival international du film de Moscou 2020)
  - France : 1er juillet 2021 (Festival du cinéma brésilien de Paris)
  - Brésil : 15 décembre 2021 (Festival international du film de Rio de Janeiro) ; 14 avril 2022 (sortie nationale)

## Distribution
- Alfred Enoch : Antônio Gama
- Taís Araújo : Maria Carolina / Capitu
- Seu Jorge : André Rodrigues
- Adriana Esteves : Isabel Garcéz
- Renata Sorrah : Izildinha
- Mariana Xavier (pt) : Sarah
- Emicida : Berto
- Diva Guimarães : Elenita
- Pablo Sanábio (pt) : Santiago Evaristo Blanco
- Cláudio Gabriel (pt) : Ministre Lobato
- Dani Ornellas (pt) : Ruth
- Edmilson Barros (pt) : Pedro
- Flávio Bauraqui (pt) : Kabenguele
- Augusto Pompeo : João
- Aldri Anunciação (pt) : Ivan
- Hilton Cobra (pt) : Gaspar
- Paulo Chun : Kaito

## Polémiques
Avant sa sortie au Brésil, le film a fait l'objet de nombreuses critiques de la part des partisans du gouvernement de l'ancien président Jair Bolsonaro. Sa sortie a été retardée par l'Agence nationale du cinéma (Ancine). Pendant plus d'un an, entre novembre 2020 et novembre 2021, plusieurs tentatives ont été faites pour fixer une date de sortie pour le film entre la société de distribution du film et l'Ancine. En mars 2020, le président de la Fundação Cultural Palmares (pt), Sérgio Camargo (pt), a accusé le film d'utiliser des fonds publics pour associer l'image de Jair Bolsonaro à des crimes de racisme et a appelé au boycott du film sur ses réseaux sociaux. Camargo a publié sur ses réseaux sociaux : « Le film, financé par des fonds publics, accuse le gouvernement Bolsonaro de crime de racisme. Nous avons le devoir moral de le boycotter dans les cinémas. Il s'agit d'une pure manœuvre victimaire et d'une attaque diffamatoire contre notre président ». L'ancien président de la Fondation Palmares a également lancé une série d'autres attaques contre le film. Faisant référence à l'intrigue du film, il a suggéré que tous les Afro-Brésiliens qui s'identifient aux idéologies de gauche soient envoyés en Afrique.